# 偏光眼鏡
偏光眼鏡，是一種太陽眼鏡的分類。擁有抗UV的功能，阻擋多數的光線和不可見光以避免造成眼睛傷害。

## 介紹
偏光眼鏡一般採用樹脂安全鏡片，正規的偏光眼鏡會貼上UV400的貼紙，代表有效阻絕紫外線，並通過檢驗。附帶濾鏡等級，光學等級等資訊。

## 外部連結
- 偏光鏡片是什麼? （页面存档备份，存于）
- 偏光是什麼？我需要偏光太陽眼鏡嗎？ （页面存档备份，存于）